# Lovro Šprem
Lovro Šprem (Zágráb, 1990. január 26. –) világbajnoki bronzérmes horvát válogatott kézilabdázó.

## Pályafutása

### Klubcsapatokban
Pályafutását a Medveščak Zagreb csapatában kezdte 1997-ben. 2000-ben átigazolt az RK Siscia együtteséhez, majd egy szezonnal később az RK Zagreb játékosa lett. A fővárosi csapattal ötször nyerte meg a horvát bajnokságot, valamint rendszeresen pályára léphetett a Bajnokok Ligájában.

### A válogatottban
2009-ben U19-es világbajnokságot nyert a horvát korosztályos válogatottal Tunéziában. Abban az évben megkapta a legjobb fiatal sportolóknak járó Dražen Petrović-díjat. A felnőtt válogatottal a 2013-as világbajnokságon bronzérmet szerzett. Ezt követően részt vett a 2014-es Európa-bajnokságon is. 22 válogatott mérkőzésen 26 gólt szerzett.

## Család
Bátyja, Goran Šprem szintén válogatott kézilabdázó volt.